# Gmina związkowa Speicher
Gmina związkowa Speicher (niem. Verbandsgemeinde Speicher) – gmina związkowa w Niemczech, w kraju związkowym Nadrenia-Palatynat, w powiecie Eifel Bitburg-Prüm. Siedziba gminy związkowej znajduje się w mieście Speicher.

## Podział administracyjny
Gmina związkowa zrzesza dziewięć gmin, w tym jedną gminę miejską (Stadt) oraz osiem gmin wiejskich:
1. Auw an der Kyll
2. Beilingen
3. Herforst
4. Hosten
5. Orenhofen
6. Philippsheim
7. Preist
8. Spangdahlem
9. Speicher